# Opere di Umberto Boccioni
Segue un elenco delle opere di Umberto Boccioni, poste in ordine cronologico.

## Opere

### Pittura
- Gennaio a Padova (1903)
- Automobile rossa (1904-1905)
- Partita a tennis (1905)
- Testa luce ambiente
- La signora Virginia (1905)

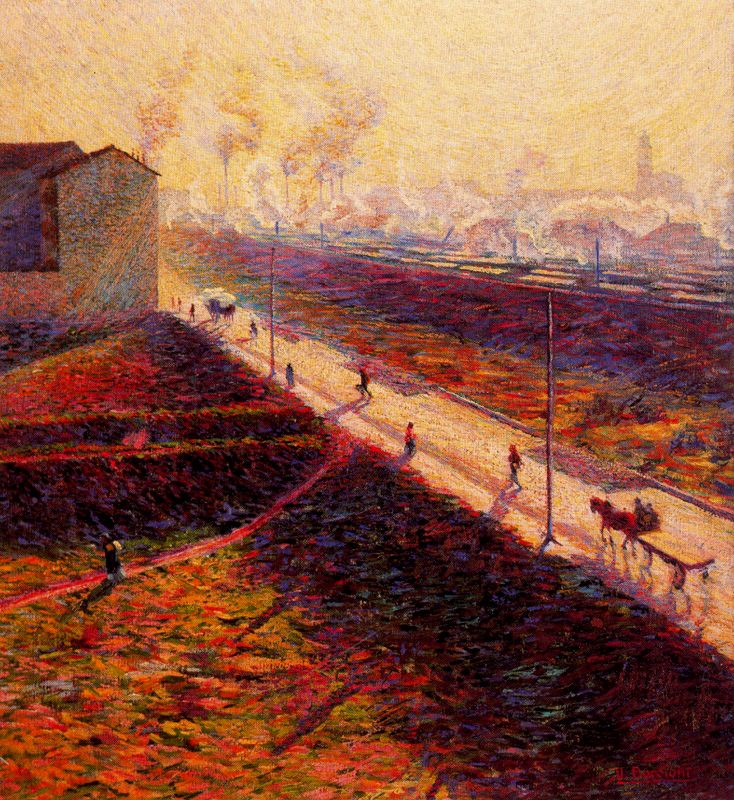
Il mattino (1909), guardando su Porta Romana-Corso Lodi a Milano, Fondazione Antonio Mazzotta di Milano

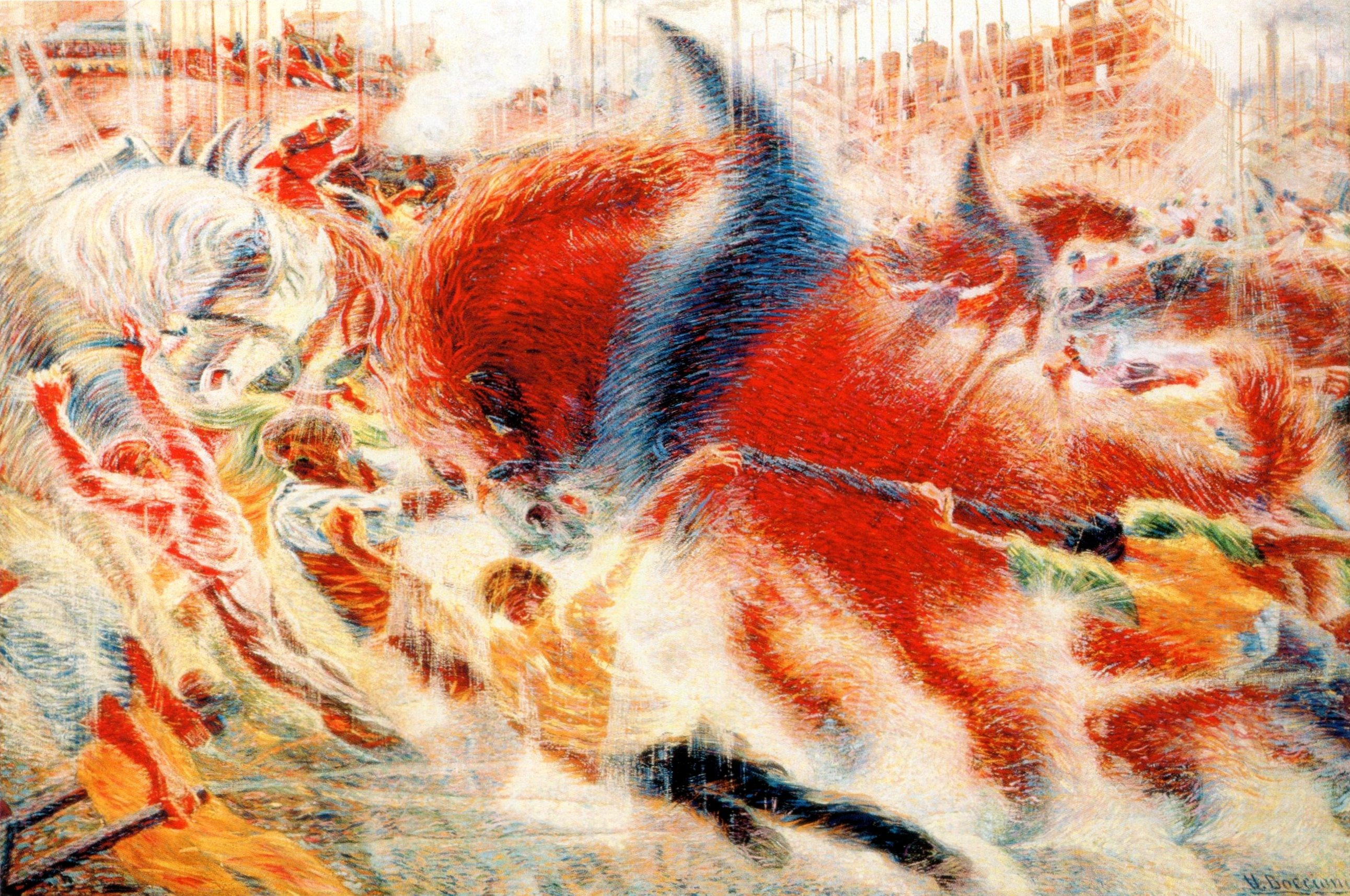
La città che sale (1910)

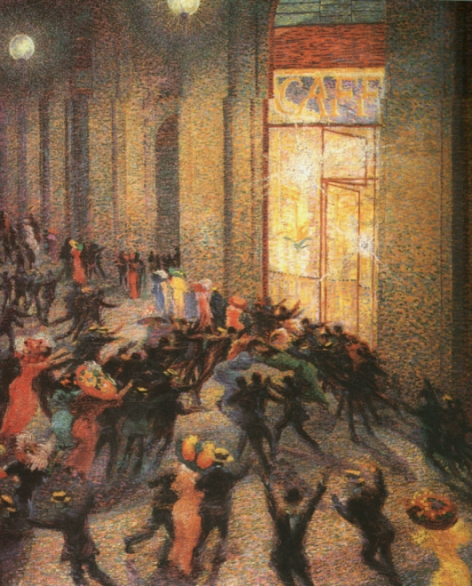
Rissa in galleria (1910) Pinacoteca di Brera di Milano

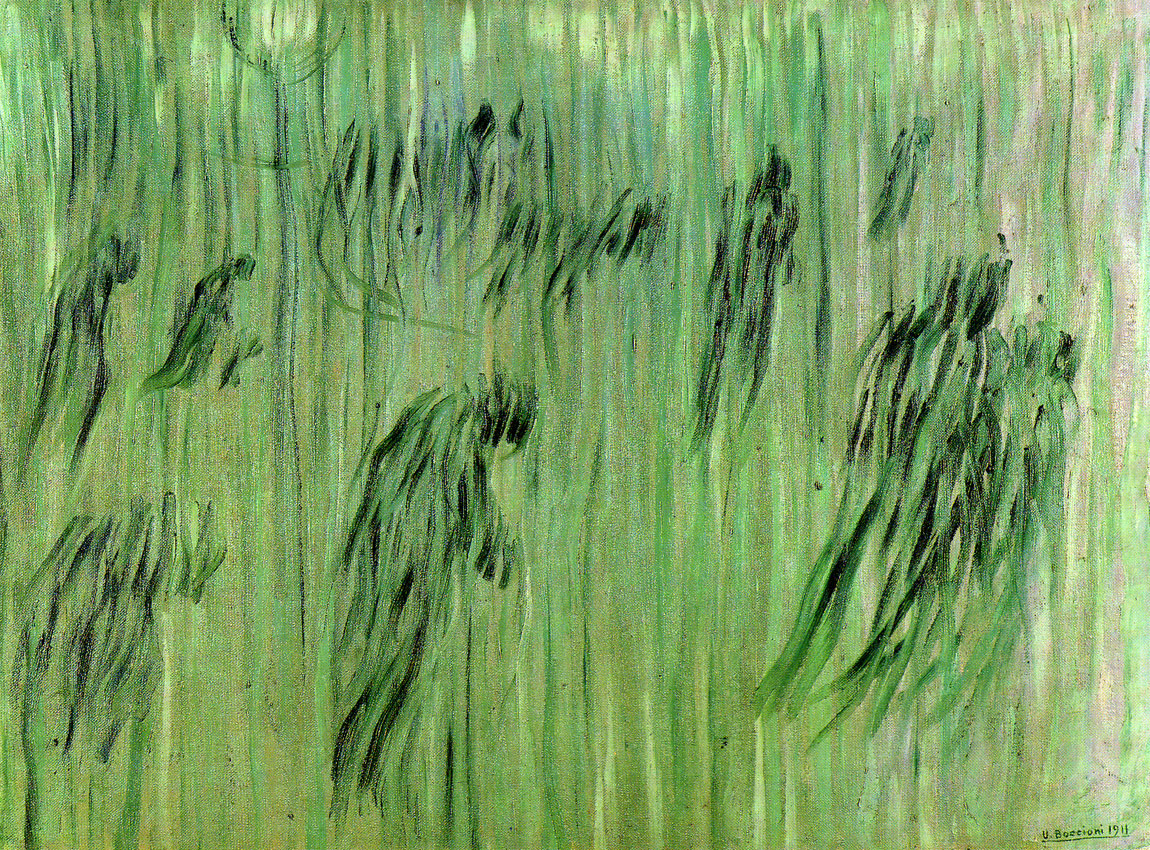
Stati d'animo I - Quelli che restano (1911)

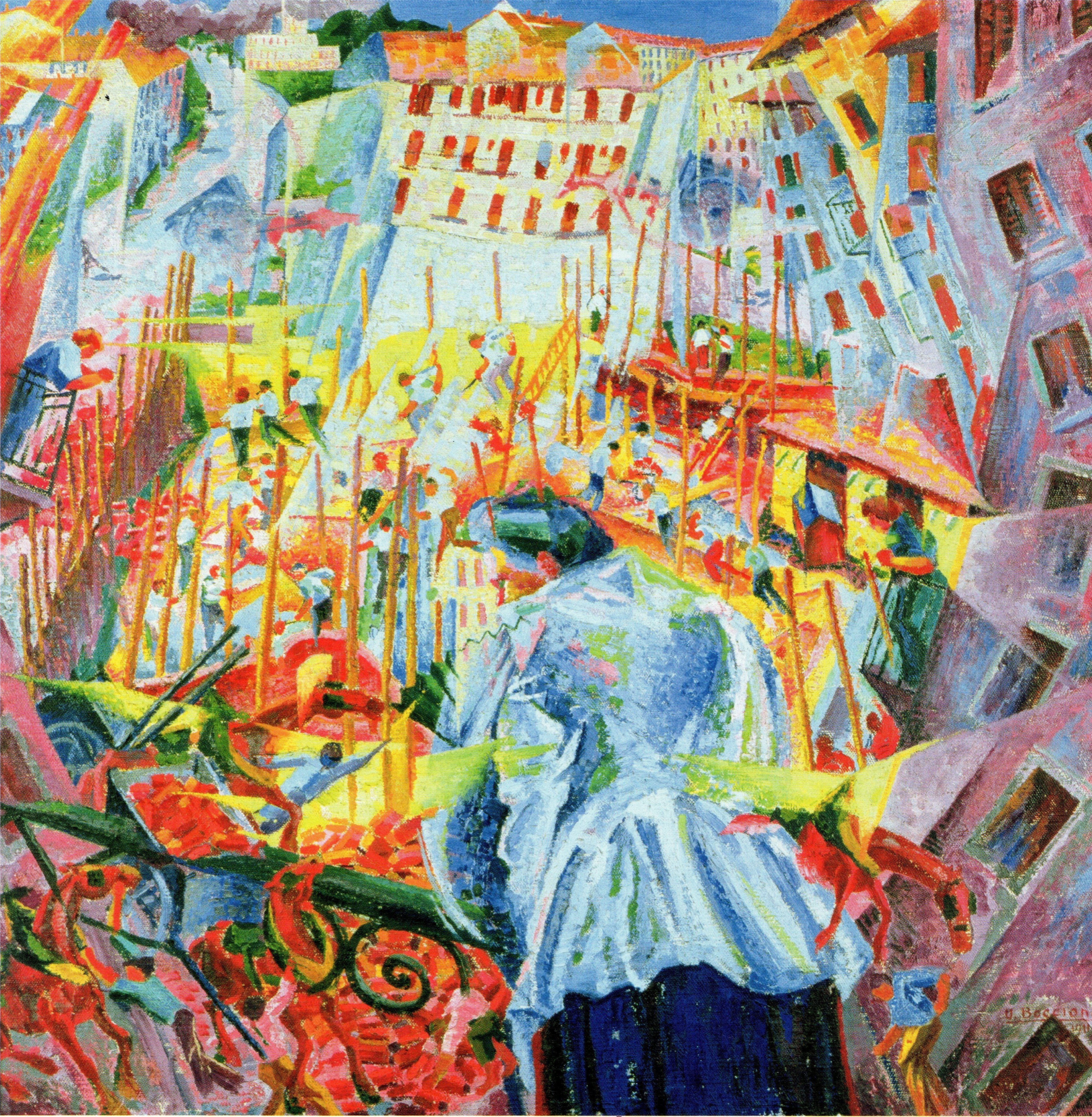
La strada entra nella casa (1911)

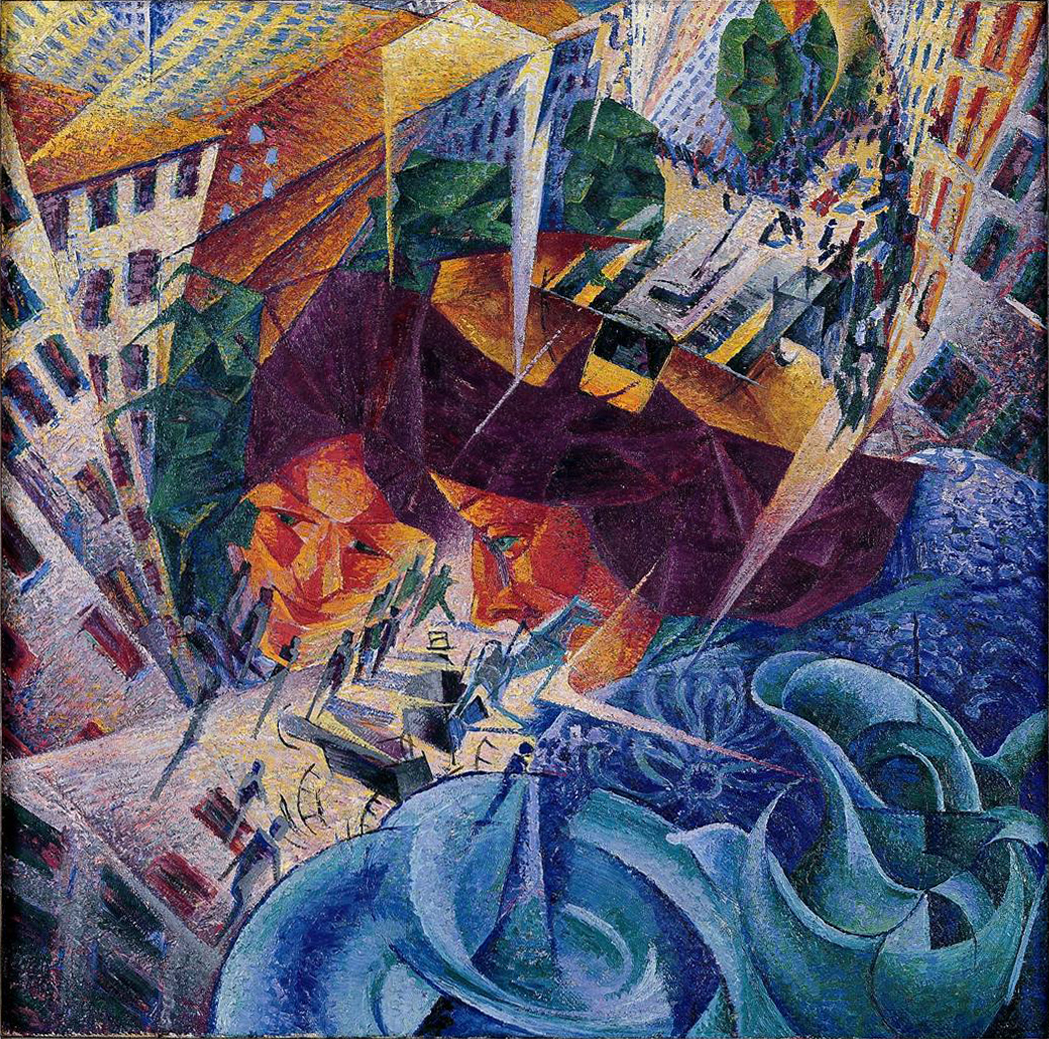
Visioni simultanee (1911) Von Der Heydt Museum di Wuppertal

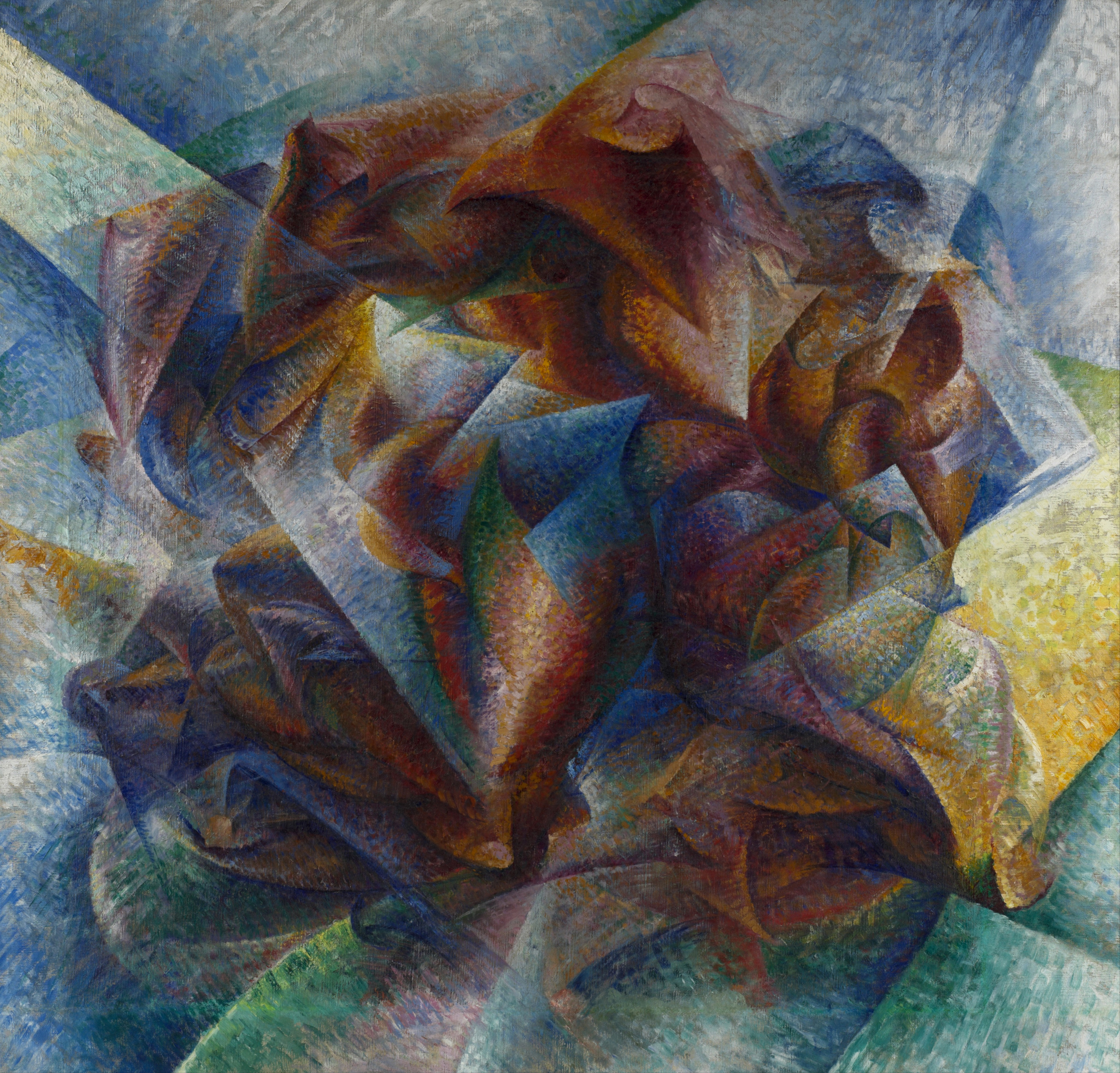
Dinamismo di un calciatore (1913) MOMA di New York

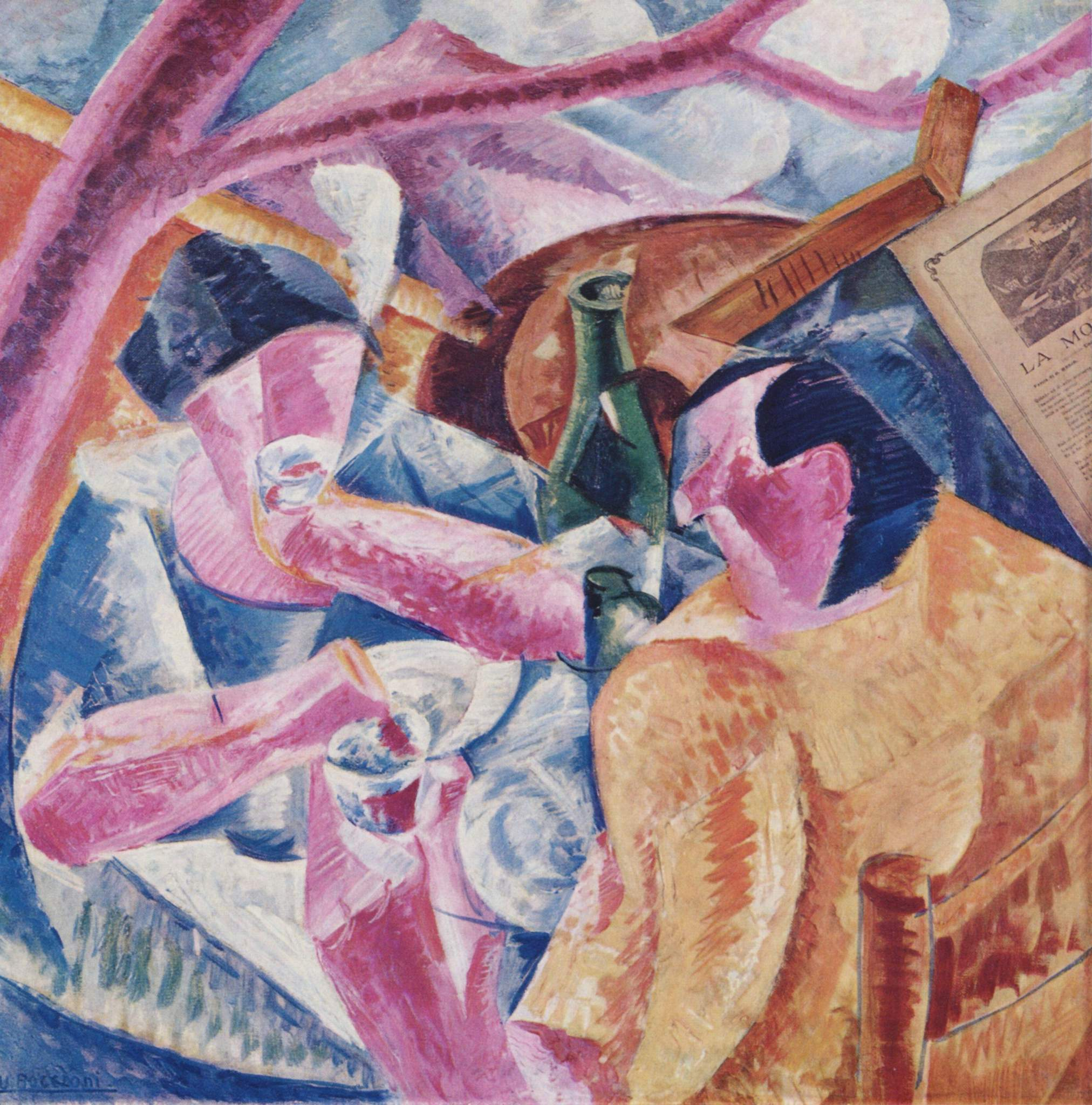
Sotto la pergola a Napoli (1914)

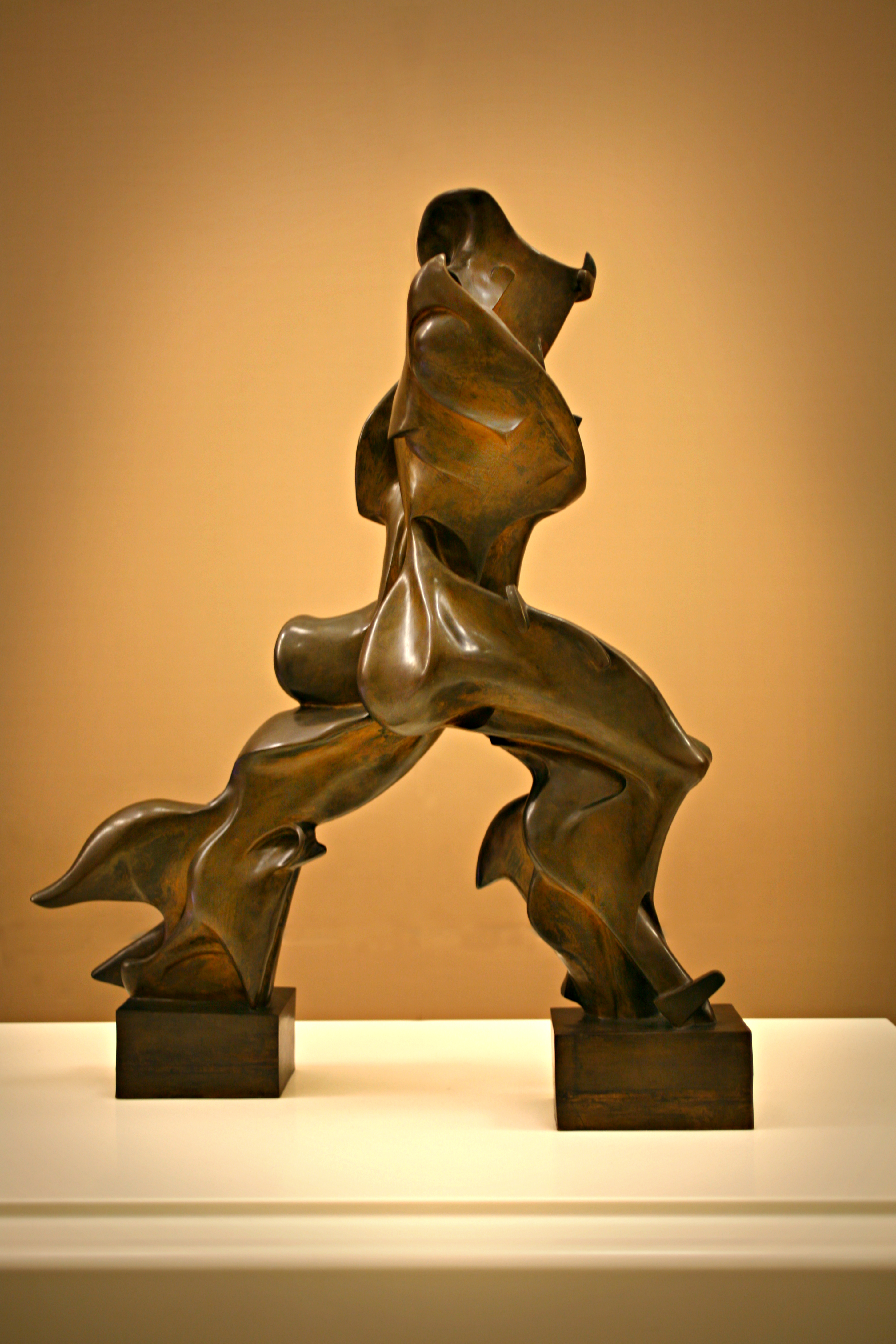
Forme uniche nella continuità dello spazio (1913), Museo del Novecento, Milano

- Ritratto del dottor Gopcevich (1906)
- La madre con l'uncinetto (1907)
- Canal Grande a Venezia  (1907)
- Ritratto dello scultore Brocchi (1907)
- Ritratto dell'avvocato C. M. (1907)
- Ritratto della pittrice Adriana Bisi Fabbri (1907)
- Veneriamo la madre (Trittico) (1907-1908)
- Casa in costruzione (1907-1909)
- Autoritratto (1909)
- Casolare (1908)
- La signora Massimino (1908) Il gioco di luce si concentra sulla figura della donna seduta in un interno. L'esterno è quasi in ombra tranne per la striscia di sole, dove appaiono figure sparse sullo sfondo degli edifici, del tram e del carrettino col cavallo. La casa e la finestra assumono un punto protetto da cui osservare.
- Il riposo (1908)
- Il romanzo di una cucitrice (1908)
- Filari di alberi (1908)
- Brughiera (1908)
- Campagna lombarda sinfonia campestre (1908)
- Ritratto di Innocenzo Massimino (1908)
- Il gelso (1908)
- Il sogno (1908-1909)
- Ritratto femminile (1908-1909)
- Paolo e Francesca (1908-1909)
- Il Mattino (Strada di periferia - Strada di periferia con due carri a cavallo) (1909)
- Autunno lombardo (1909)
- Primavera (Testa di donna) (1909)
- La Signora Maffi. Una maestra di scena (1909)
- Controluce (Busto della madre in controluce - La madre: effetto di sole) (1909) La madre è ritratta seminuda al centro di un vortice di colori nei quali la luce solare è scomposta.
- Interno: Mamma che lavora (1909)
- Tre donne (1909-1910). Una delle ultime opere divisioniste nella quale l'artista tenta di unire tre persone inconciliabili nella realtà, ossia la madre, Ines e la sorella. Nel dipinto, le tre figure si distinguono nell'aspetto fisico, nei colori e nel modo diverso in cui sono drappeggiate le vesti di ciascuna. Il senso di unione viene dato da un fascio di luce che entra nel gruppo.
- Ritratto di Armando Mazza (1909-1910)
- Ritratto della sorella che legge (1909)
- Officine a Porta Romana (Il meriggio) (1910)
- Rissa in galleria (1910)
- Donna in giardino (1910)
- Il lutto (1910)
- Contadino al lavoro (1910)
- La città che sale, Porta Romana, (1910)
- Borgo di Milano (1910-1911)
- La risata (1911) Oggi conservata al MOMA di New York, è un'opera molto dibattuta dalla critica. Apparsa per la prima volta alla Mostra di Arte Libera del 1911 a Milano, subì atti vandalici. Venne restaurata e ridipinta da Boccioni di ritorno da un soggiorno parigino. L'opera è ambientata in un caffè e vede la predominanza di una figura femminile nell'atto di ridere.
- La strada entra nella casa (1911) L'artista, dipingendo una donna al balcone, fa sì che la nostra visuale sia completa su Corso di Porta Romana-Corso Lodi, per farci vedere tutto ciò che succede al di fuori della finestra del suo studio di Via Adige 23. Abbiamo una  simultaneità d'ambiente, in cui i palazzi si inclinano e si infrangono, gli elementi singoli vengono ripetuti e c'è uno sparpagliamento degli oggetti che non seguono una logica e sono indipendenti gli uni   dagli altri. Quindi c'è una compenetrazione costante tra esterno e interno dove il tutto sembra implodere e confluire nella testa della donna, centro della percezione sensoriale.
- Idolo Moderno (1911)
- Notturno (Mezza figura femminile e case) (1911)
- Ines (Figura femminile e case - Studio di donna tra case) (1911)
- Studio di donna fra le case (1911)
- Visioni simultanee (1911)
- Stati d'animo (1911)
- Materia (1912, con riprese 1913). L'immagine della madre è una visione possente, una figura femminile inquietante dalle mani intrecciate che fungono da barriera di difesa a una misteriosa forza crescente guardando dal balcone di casa. L'opera è realizzata nello studio di Via Adige 23 guardando su Corso di Porta Romana-Corso Lodi.
- Costruzione orizzontale (1912)
- Antigrazioso (1912)
- Scomposizione di figura di donna a tavola (1912)
- Dimensioni astratte (Ritratto della madre) (1912)
- Elasticità (1912)
- Donna al caffè (Compenetrazione di luci e piani) (1912)
- Dinamismo di un ciclista (1913)
- Dinamismo di un calciatore (1913)
- Corpo umano (Dinamismo) (1913)
- Dinamismo di un corpo umano n° 1 (1913)
- Dinamismo di un corpo umano n° 2 (1913)
- Costruzione spiralica (1913)
- Dinamismo plastico+cavallo+caseggiato (1913)
- Cavallo+cavaliere+caseggiato (1913-1914)
- Natura morta. Cocomero (1913-1914)
- Composizione di una testa di uomo (Dinamismo di una testa di uomo) (1914)
- Il bevitore (1914)
- Selciatori (1914)
- Sotto la pergola a Napoli (1914)
- Dinamismo di una testa di donna (Scomposizione - Composizione dinamica di una testa - Scomposizione di una testa di donna) (1914 circa)
- Carica di lancieri (1915)
- Sintesi plastica di figura seduta (1915)
- Nudo simultaneo (1915)
- Interno con due donne (Interno con due figure femminili) (1915)
- Natura morta di terraglie, posate e frutti (Natura morta con brocca e scodelle) (1915-1916)
- Testa di donna (Ritratto della signora Busoni; studio n.2) (1916)
- Paesaggio montuoso (1916)
- Le due amiche (Interno con la sorella e la madre) (1916)
- Ritratto del Maestro Ferruccio Busoni (1916)
- Ritratto della Signora Cragnolini Fanna (1916)
- Natura morta con brocca e scodella (1916)
- Paesaggio (1916)

### Scultura

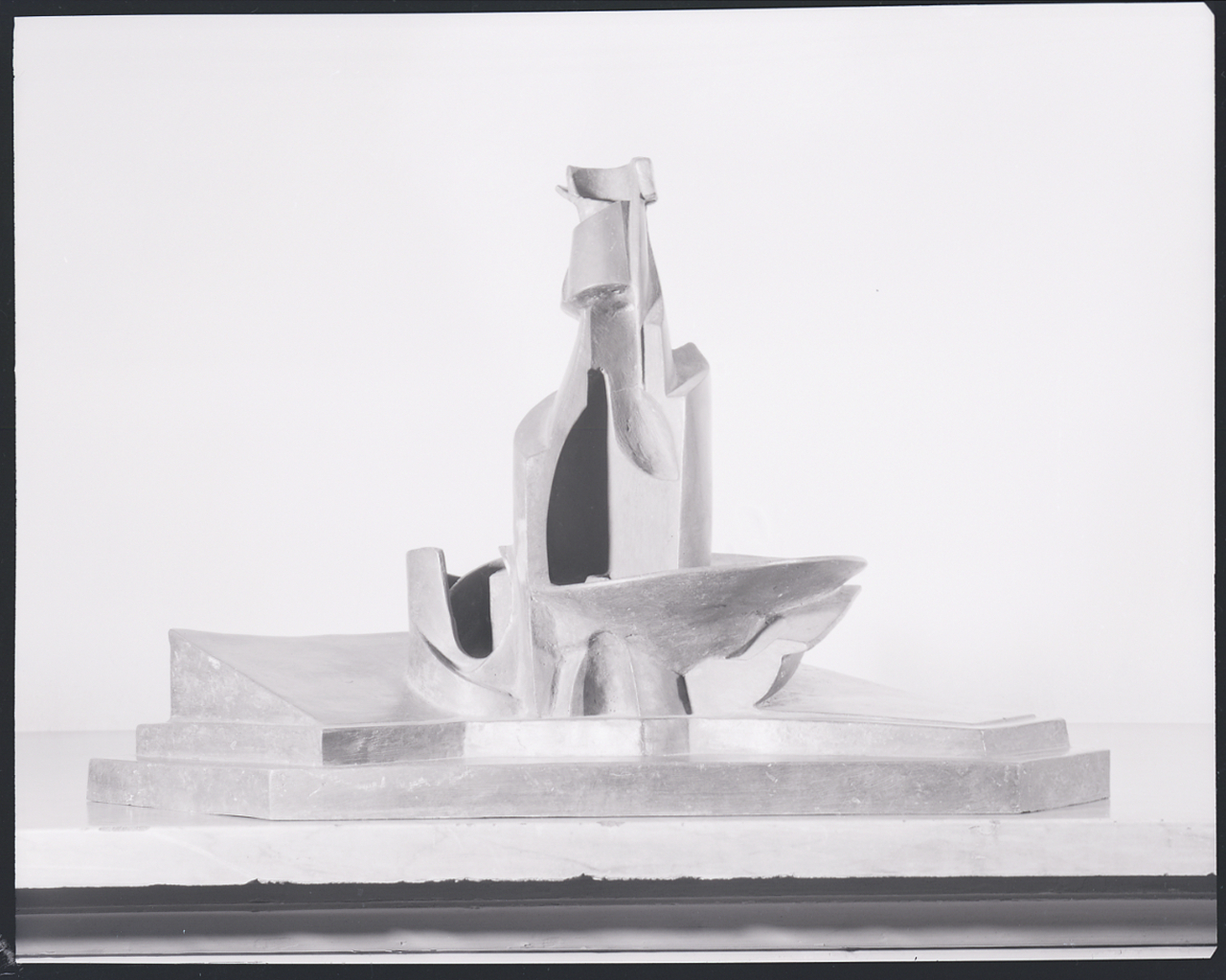
Sviluppo di una bottiglia nello spazio (1913), Galleria d'arte moderna, Milano. Foto di Paolo Monti, 1969

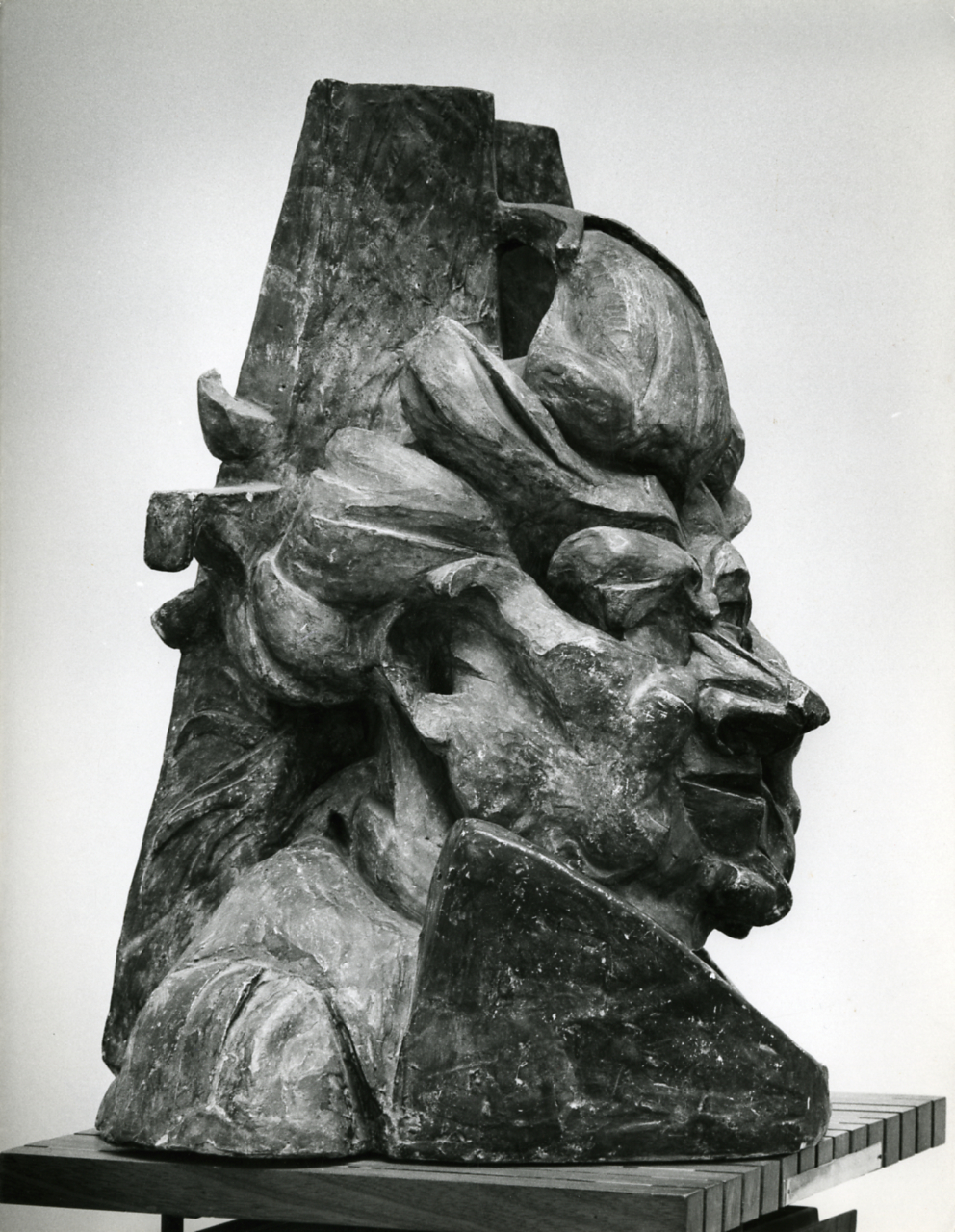
Antigrazioso (1912-1913), Galleria nazionale d'arte moderna e contemporanea, Roma. Foto di Paolo Monti, 1978.

- Forme uniche della continuità nello spazio (1913)
- Sviluppo di una bottiglia nello spazio (1913)
- L'antigrazioso (La madre) (1912-1913), Galleria nazionale d'arte moderna e contemporanea, Roma
- Dinamismo di un cavallo in corsa + case (1914-1915)